# Diuranthera chinglingensis
Diuranthera chinglingensis là một loài thực vật có hoa trong họ Măng tây. Loài này được J.Q.Xing & T.C.Cui mô tả khoa học đầu tiên năm 1987.